# 캄퐁치낭주

캄퐁치낭 주

캄퐁치낭주(크메르어: ខេត្តកំពង់ឆ្នាំង)는 캄보디아 중부에 위치한 주로, 주도는 캄퐁치낭이며 인구는 471,616명(2008년 기준), 면적은 5,521km2, 인구밀도는 85.4명/km2이다. 주의 이름은 크메르어로 "도자기의 항구"를 뜻한다.